# Jármay Gusztáv
Jármay Gusztáv (Kassa, 1816. február 9. – Budapest, 1896. augusztus 6.) gyógyszerész, a Budapesti Gyógyszerész Testület elnöke.

## Életútja
Alapfokú iskoláit Kassán végezte, majd Nyíregyházára költözött, ahol 1830-tól az Arany Sas gyógyszertárában volt gyakornok. 1839-ben szerzett gyógyszerészi oklevelet a Pesti Királyi Tudományegyetemen. 1845-ben megvásárolta a pesti Arany Oroszlán Gyógyszertárat. Itt 1857-ben homeopathia részleget is berendezett. Dr. Müller Bernáttal együtt kidolgozta a Budapesti és a Magyarországi Gyógyszerész Egyesület alapszabályait és részt vett az Egyesület alapításában. 1873–1886 között a Budapesti Gyógyszerész Testület elnöke. Részt vett az I. és a II. Magyar Gyógyszerkönyv galenusi részének a szerkesztésében. Pénztárosa és adományozó tagja volt az első magyar bölcsődének. A gyógyszertárát 1886-ban átadta fiának, dr. Jármay Gyulának.
Első felesége Fischer Katalin volt, aki 6 fiúgyermeknek adott életet: Gyula (1846–1915), Gusztáv József (1848–1850), László (1850–1932), Jenő (1851–1919), Béla Gusztáv (1854–1912) és Gusztáv (1856). Katalin kívánságára Gusztáv, felesége halála után legjobb barátnőjét Zoffcsák Paulinát vette el 1859-ben, hogy gyermekei felnevelésében segítségére legyen.
1896. augusztus 6-án halt meg, feleségeivel együtt a budapesti Fiumei úti sírkertben helyezték örök nyugalomra.